# Closterocerus coffeellae
Closterocerus coffeellae är en stekelart som beskrevs av Ihering 1914. Closterocerus coffeellae ingår i släktet Closterocerus och familjen finglanssteklar. Inga underarter finns listade i Catalogue of Life.